# Trissolcus oenone
Trissolcus oenone är en stekelart som först beskrevs av Alan Parkhurst Dodd 1913.  Trissolcus oenone ingår i släktet Trissolcus och familjen Scelionidae. Inga underarter finns listade i Catalogue of Life.